# Aphantochilus
Aphantochilus es un género de arañas araneomorfas de la familia Thomisidae. Fue descrito por el zoólogo británico Octavius Pickard-Cambridge en 1871.

## Especies
- A. cambridgei Canals, 1933
- A. inermipes  Simon, 1929
- A. rogersi  O. Pickard-Cambridge, 1871